# Хенрис-Форк
Хенрис-Форк (англ. Henrys Fork) — река на юго-востоке штата Айдахо, США. Правый приток реки Снейк, которая, в свою очередь, является притоком реки Колумбия. Длина составляет 204 км; площадь бассейна — 8320 км². Крупнейший приток — река Титон. Средний расход воды — 59,4 м³/с.
Река названа в честь Эндрю Генри — американского траппера и торговца мехом. Он впервые пришёл в эти места в 1810 году, основав форт в верховьях реки Снейк, вблизи современного города Сент-Энтони, однако уже весной следующего года форт был заброшен.
Хенрис-Форк берёт начало из озера Хенрис, которое расположено к западу от перевала Танги, на континентальном водоразделе, на границе со штатом Монтана, всего в 16 км от верховий реки Миссури.